# Mörbylånga
Mörbylånga és una localitat situada al sud de l'illa d'Öland i és la seu del municipi de Mörbylånga, al comtat de Kalmar, Suècia amb 1.780 habitants el 2010.
Altres assentaments al sud d'Öland són Alby, el lloc d'un poblat mesolítici Hulterstad. La ciutat també té alguna activitat industrial.